# Niels Henrik Abel

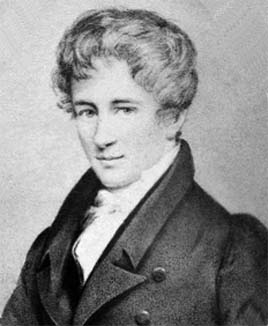
Niels Henrik Abel.

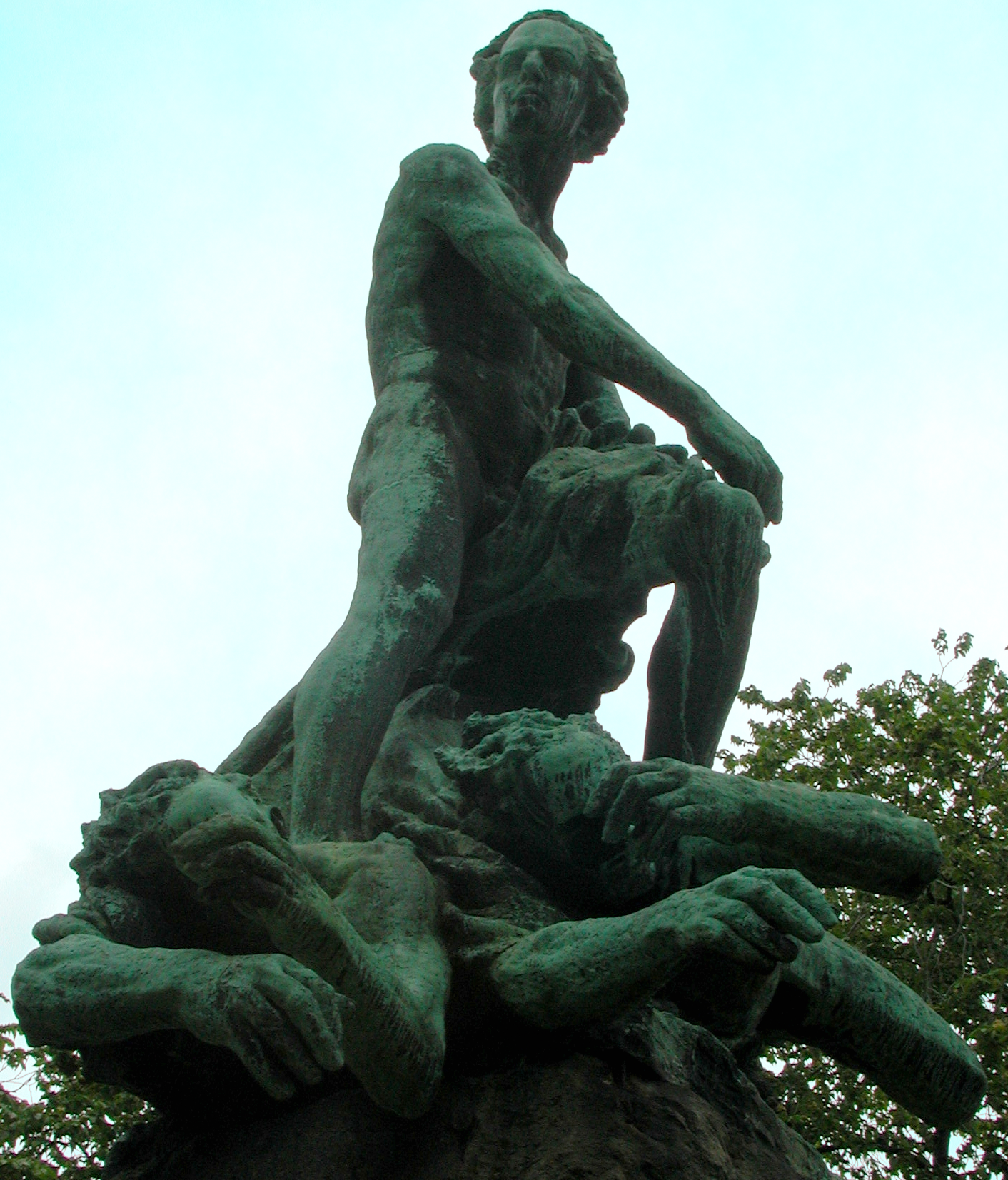
Gustav Vigelands Abel-Skulptur in Oslo.

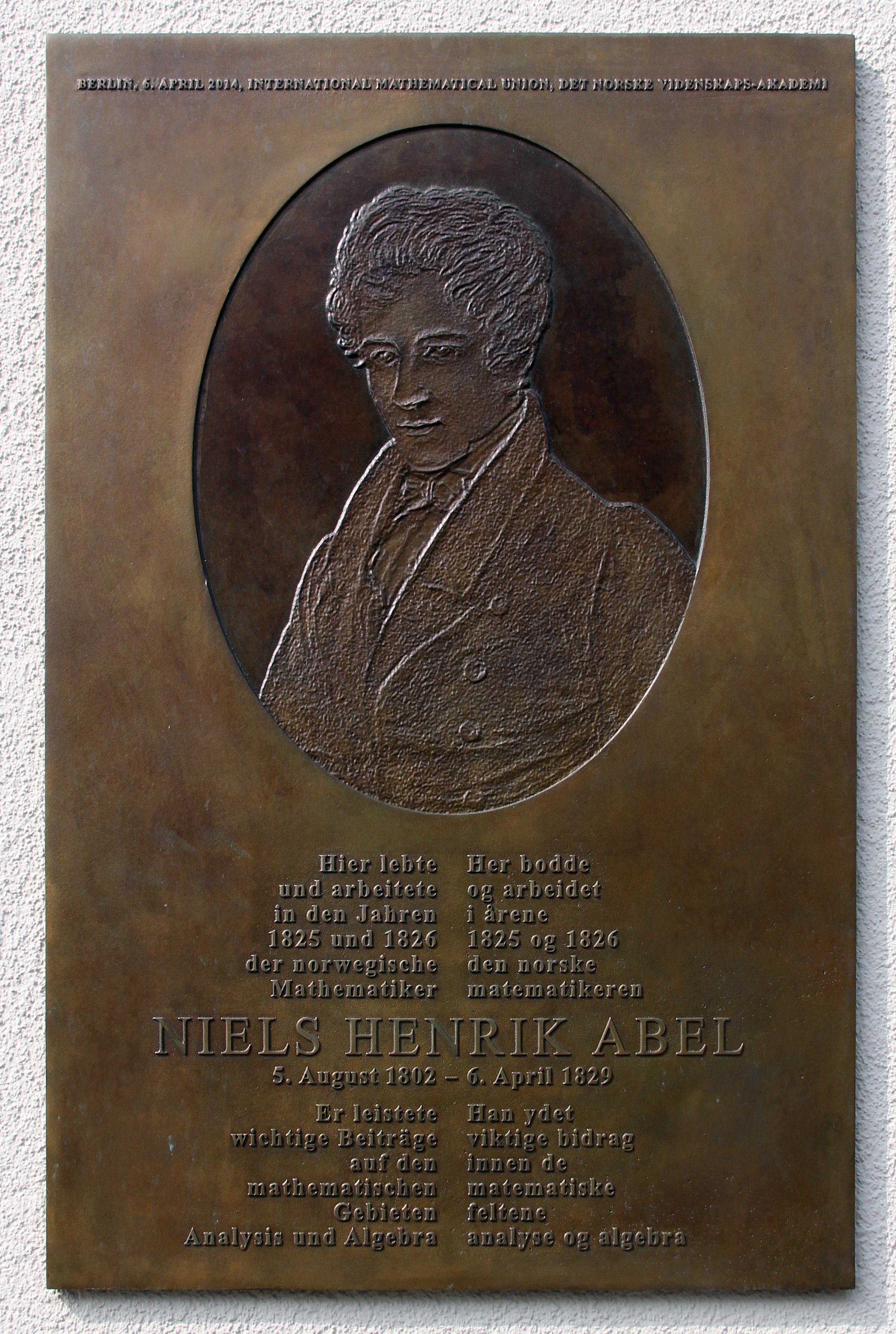
Gedenktafel am Haus, Am Kupfergraben 4a, in Berlin-Mitte

Niels Henrik Abel (* 5. August 1802 auf der Insel Finnøy, Ryfylke, Norwegen; † 6. April 1829 in Froland, Aust-Agder, Norwegen) war ein norwegischer Mathematiker, der trotz seines kurzen Lebens als einer der bedeutendsten Mathematiker des 19. Jahrhunderts gilt. Nach ihm sind unter anderem die abelschen Gruppen benannt.

## Leben

### Herkunft und Studium
Abel war der Sohn von Søren Georg Abel (1772–1820), einem Theologen, Philologen und zeitweiligen Abgeordneten mit liberalen Ansichten, und Anne Marie geb. Simonsen (1781–1846). Ab 1804 wuchs er mit fünf Geschwistern in Gjerstad auf. Ab 1817 besuchte er die Kathedralschule von Christiania (Oslo), wo er von seinem Lehrer Bernt Michael Holmboe (1795–1850), der ihm Newton, Euler, Lagrange, Laplace, d’Alembert und andere zum Lesen gab, stark gefördert wurde. Aus der Schulzeit existiert noch ein Klassenbuch mit dem Eintrag seines Lehrers Holmboe über Abel: „… dass er der größte Mathematiker der Welt werden kann, wenn er lange genug lebt.“
Die familiäre Situation verschlechterte sich, als sein Vater, der zunehmend trank, entlassen wurde und 1820 starb. Holmboe verschaffte Abel ein Stipendium, so dass er 1821 die Universität von Christiania besuchen konnte, in der es aber damals keine Ausbildung in den Naturwissenschaften gab. Er widmete sich, teilweise von Professoren aus deren eigener Tasche unterstützt, dem Selbststudium und veröffentlichte in der gerade gegründeten ersten naturwissenschaftlichen Zeitung Norwegens. 1823 konnte er Kopenhagen besuchen, wo er bei einer Tante wohnte, sich mit elliptischen Integralen befasste und seine spätere Verlobte Christine Kemp kennenlernte.
1824 erhielt er endlich ein staatliches Stipendium, das ihm ein Studium im Ausland ermöglichte. Gleichzeitig veröffentlichte er seine Arbeit über die Unlösbarkeit von Gleichungen fünften Grades durch Adjunktion von Wurzeln, allerdings in so gedrängter Form, dass sie nahezu unverständlich war (eine erweiterte Version veröffentlichte er in Crelles Zeitschrift 1826).

### Auslandsreise 1825 bis 1827
1825 ging er nach Berlin, wo er von Leopold Crelle, dem Berliner Ingenieur, Verleger und Gründer (1826) des Journals für die reine und angewandte Mathematik (auch Crelles Journal genannt), unterstützt und gefördert wurde. In dessen Zeitschrift veröffentlichte Abel viele seiner Arbeiten, und nicht zuletzt durch Abel (sowie kurz darauf Jacobi, Steiner und andere) erwarb Crelles neue Zeitschrift ihren Ruf, der auch neben den damals angeseheneren französischen Mathematikzeitschriften bestehen konnte. Abel folgte danach seinen norwegischen Freunden, die hauptsächlich in Geologie und Bergbauwissenschaften ausgebildet wurden, nach Freiberg in Sachsen, wo er seine fundamentalen Arbeiten über elliptische Funktionen entwickelte.
Im Juli 1826 war er im damaligen europäischen Zentrum der Mathematik, in Paris. Er reichte der Akademie seine große „Pariser Abhandlung“ (erst 1841 in den Comptes Rendues der Akademie veröffentlicht) über das, was später Abelsche Integrale genannt wurde, im Oktober ein; sie kam dort aber durch Cauchy und Legendre zeitweise abhanden. Abel glaubte zeitlebens, dass sie verloren gegangen war. Sein Pariser Aufenthalt war unglücklich, er war arm, litt unter Depressionen, und bei ihm wurde Tuberkulose diagnostiziert – damals ein Todesurteil. Ende 1826 verließ er Paris und ging wieder zu seinen Freunden nach Berlin.

### Letzte Jahre in Norwegen
Crelle bot ihm in Berlin die Herausgeberschaft seines Journals an, doch Abel zog es im Mai 1827 zurück nach Norwegen. Sein Stipendium wurde hier allerdings nicht erneuert. Er lebte von Privatstunden, machte Schulden und erhielt private Zuwendungen von Freunden. Gleichzeitig schrieb er in seinen letzten anderthalb Jahren mehrere große Arbeiten, die meist von Crelle veröffentlicht wurden. Eine Abhandlung über elliptische Funktionen erschien in den Astronomischen Nachrichten im dänischen Altona. Er erhielt eine Vertretungsprofessur an der Universität und Ingenieurschule in Christiania, aber keinen permanenten Posten, so dass sich seine Hoffnungen nach Berlin richteten, wo Crelle sich für ihn einsetzte.
Ende 1828 verbrachte er bei seinen Freunden nahe den Froland-Eisenwerken in Arendal und arbeitete intensiv. Er traf nochmals seine Verlobte Christine Kemp, die dort als Gouvernante für Freunde von Abels Familie arbeitete. Als er den Tod kommen sah, empfahl er sie einem Freund, dem Geologen Baltazar Mathias Keilhau, mit dem er auf Europareise gewesen war. Mit 26 Jahren starb er 1829 an Lungentuberkulose. Kurz danach traf ein Brief von Crelle aus Berlin ein, der ihm eine Dozentenstelle ankündigte. Keilhau und Christine Kemp heirateten im nächsten Jahr.

## Werk
Abel führte eine Umformulierung der Theorie des elliptischen Integrals durch, in die Theorie der elliptischen Funktionen, indem er deren inverse Funktionen benutzte. Außerdem erweiterte er die Theorie auf Riemannsche Flächen höheren Geschlechts {\displaystyle g} ({\displaystyle g=1} entspricht den elliptischen Funktionen) und führte Abelsche Integrale ein. Für diese verallgemeinerte er die schon Euler im Fall elliptischer Integrale bekannten Additionstheoreme (Abels Theorem). Auf diesem Gebiet arbeitete er zuletzt in intensiver Konkurrenz zu Carl Gustav Jacob Jacobi. Dabei bewies er auch, dass die Lemniskate genau für {\displaystyle n=2^{k}\,p_{1}\cdot \cdot ,p_{r}} (wobei die {\displaystyle p_{r}} Fermat-Primzahlen sind) mit Zirkel und Lineal in n gleiche Teile geteilt werden kann.
Er war wesentlich daran beteiligt, strengere Methoden in die Analysis einzuführen (Abelsche partielle Summation, seine Arbeit über die Konvergenz binomischer Reihen usw.).
1824 bewies er, dass eine allgemeine Gleichung fünften Grades nicht durch eine Formel gelöst werden kann, die nur Wurzeln („Radikale“) und arithmetische Grundoperationen verwendet. Abel war neben Galois, der Abels Untersuchungen zur Unlösbarkeit von Gleichungen (Satz von Abel-Ruffini) verallgemeinerte (sog. Galoistheorie), ein wichtiger Mitbegründer der Gruppentheorie.
Am Anfang seiner Untersuchungen kannte Abel die Arbeiten von Paolo Ruffini nicht, verwies aber in einer späteren Arbeit aus seinem Nachlass auf ihn als seinen Vorläufer (dessen Schriften jedoch so schwierig zu lesen seien, dass ein Urteil über sie schwierig sei, sie schienen aber Lücken aufzuweisen). Wegen dieser Leistung nennt man die kommutativen Gruppen abelsche Gruppen.
1839 gab die norwegische Regierung seine Werke heraus (ediert von seinem ehemaligen Lehrer Holmboe), und in vollständigerer Form 1881 durch seine Landsleute Peter Ludwig Mejdell Sylow und Sophus Lie.

## Ehrungen
Am 6. April 2014 wurde an seinem ehemaligen Wohnhaus, Berlin-Mitte, Am Kupfergraben 4a, eine Gedenktafel angebracht.

## Eponyme – nach ihm benannt
Nach Abel sind folgende mathematische Strukturen benannt:
- Abelsche Erweiterung, eine galoissche Körpererweiterung mit abelscher Galoisgruppe
- Abelsche Gruppe, eine Gruppe, für die das Kommutativgesetz gilt
- Abelsche Identität, ein Ausdruck für die Wronski-Determinante zweier linear unabhängiger homogener Lösungen einer linearen Differentialgleichung zweiter Ordnung
- Abelsches Integral, ein Integral über eine rationale Funktion in der komplexen Ebene
- Abelsche Integralgleichung, eine spezielle volterrasche Integralgleichung 1. Art
- Abelsche Kategorie, eine Kategorie, die sich im Wesentlichen wie die Kategorie der abelschen Gruppen verhält
- Abelsche partielle Summation, eine bestimmte Umformung einer Summe von Produkten jeweils zweier Zahlen
- Abelsche Projektion, eine spezielle Projektion in einer Von-Neumann-Algebra
- Abelsche Varietät, eine vollständige, zusammenhängende Gruppenvarietät

Zudem sind nach Abel folgende mathematische Sätze benannt:
- Abelscher Grenzwertsatz, ein Satz zur Konvergenz einer Potenzreihe im Randpunkt des Konvergenzintervalls
- Kriterium von Abel, ein Konvergenzkriterium für unendliche Reihen
- Abelsches Lemma, ein Satz zur absoluten und lokalgleichmäßigen Konvergenz von Potenzreihen

Weiter sind nach Abel benannt:
- Abel-Preis, ein hochdotierter Preis für Leistungen in der Mathematik, den die Norwegische Akademie der Wissenschaften jährlich seit 2003 vergibt
- Abel (Mondkrater), ein Mondkrater im Nordwesten des Mare Australe auf der Mondvorderseite

## Schriften
(PDF-Dateien unter The Works of Niels Henrik Abel)
- Almindelig Methode til at finde Funktioner af een variabel Störrelse, naar en Egenskab af disse Functioner er udtrykt ved en Ligning imellem to Variable, Magazin for Naturvidenskaberne bind I, 1823, S. 216–229.
- Oplösning af et Par Opgaver ved Hjelp af bestemte Integraler (del 1), Magazin for Naturvidenskaberne bind II, 1823, S. 55–68.
- Oplösning af nogle Opgaver ved Hjelp af bestemte Integraler (del 2), Magazin for Naturvidenskaberne bind II, 1823, S. 205–215.
- Om Maanens Indflydelse paa Pendelens Bevægelse, Magazin for Naturvidenskaberne bind I, 1824, S. 219–226, Berigtigelse, bind II, 1824, S. 143–144.
- Mémoire sur les équations algébriques où on démontre l'impossibilité de la résolution de l’équation générale du cinquième dégré, Groendahl, Christiania 1824.
- Det endelige Integral ∑nφx udtrykt ved et enkelt bestemt Integral, Magazin for Naturvidenskaberne bind II, 1825, S. 182–189.
- Et lidet Bidrag til Læren om adskillige transcendente Functioner, Det Kongelige Norske Videnskabers Selskabs Skrifter 2, 1826, S. 177–207.
- in Journal für die reine und angewandte Mathematik (Crelles Journal) 1, 1826:
  - Untersuchung der Functionen zweier unabhängig veränderlichen Größen x und y, wie f(x, y), welche die Eigenschaft haben, daß f(z,f(x,y)) eine symmetrische Function von z, x und y ist. S. 11–15.
  - Beweis der Unmöglichkeit algebraische Gleichungen von höheren Graden als dem vierten allgemein aufzulösen. S. 65–84.
  - Bemerkungen über die Abhandlung Nr. 4, S. 37. im ersten Heft dieses Journals. S. 117–118.
  - Auflösung einer mechanischen Aufgabe. S. 153–157.
  - Beweis eines Ausdruckes, von welchem die Binomial-Formel ein einzelner Fall ist. S. 159–160.
  - Ueber die Integration der Differential-Formel ρ dx/√R, wenn R und ρ ganze Functionen sind. S. 185–221.
  - Untersuchungen über die Reihe: 1 + (m/1)x + m·(m−1)/(1·2)·x² + m·(m−1)·(m−2)/(1·2·3)·x³ + …… u.s.w. S. 311–339.
- in Journal für die reine und angewandte Mathematik (Crelles Journal) 2, 1827:
  - Ueber einige bestimmte Integrale. S. 22–30.
  - Recherches sur les fonctions elliptiques. S. 101–181.
  - Théorèmes et problèmes. S. 286.
  - Ueber die Functionen welche der Gleichung φx + φy = ψ(x fy + y fx) genugthun. S. 386–394.
- in Journal für die reine und angewandte Mathematik (Crelles Journal) 3, 1828:
  - Note sur le mémoire de Mr. L. Olivier No. 4. du second tome de ce journal, ayant pour titre „remarques sur les séries infinies et leur convergence“. S. 79–81.
  - Recherches sur les fonctions elliptiques. (Suite du mémoire Nr. 12. tom. II. cah. 2. de ce journal). S. 160–190.
  - Aufgabe aus der Zahlentheorie. S. 212.
  - Remarques sur quelques propriétés générales d’une certaine sorte de fonctions transcendantes. S. 313–323.
  - Sur le nombre des transformations différentes, qu’on peut faire subir à une fonction elliptique par la substitution d’une fonction donné de premier degré. S. 394–401.
  - Théorème général sur la transformation des fonctions elliptiques de la seconde et de la troisième espèce. S. 402.
- in Journal für die reine und angewandte Mathematik (Crelles Journal) 4, 1829:
  - Note sur quelques formules elliptiques. S. 85–93.
  - Mémoire sur une classe particulière d'équations résolubles algébriquement. S. 131–156.
  - Théorèmes sur les fonctions elliptiques. S. 194–199.
  - Démonstration d’une propriété générale d’une certaine classe de fonctions transcendentes. S. 200–201.
  - Précis d’une théorie des fonctions elliptiques. S. 236–277.
  - Précis d’une théorie des fonctions elliptiques. (Suite). S. 309–348.

### Editionen aus dem Nachlass
- Mathematische Bruchstücke aus Herrn N. H. Abels Briefen, Journal für die reine und angewandte Mathematik (Crelles Journal) 5, 1830, S. 336–343.
- Fernere mathematische Bruchstücke aus Herrn N. H. Abel’s Briefen, Journal für die reine und angewandte Mathematik (Crelles Journal) 6, 1830, S. 73–80.
- Recherches sur les fonctions elliptiques. Second mémoire, Acta Mathematica 26, 1902, S. 3–41 (französisch; bei abelprisen.no: abelprisen.no, PDF-Datei, 1,3 MB, Vorwort der Herausgeber abelprisen.no, PDF-Datei, 83 kB)
- Ein Brief von Niels Henrik Abel an Edmund Jacob Külp, Journal für die reine und angewandte Mathematik (Crelles Journal) 125, 1903, S. 237–240.

### Spätere Ausgaben mit Anmerkungen
- Bernt Michael Holmboe (Hrsg.): OEuvres complètes de N. H. Abel, mathématicien, avec des notes et développements, rédigées par ordre du roi (2 Bände), Chr. Gröndahl, Christiania 1839 (erster Band Google Books, dito; zweiter Band Google Books)
- Ludwig Sylow, Sophus Lie (Hrsg.): Œuvres complètes de Niels Henrik Abel. Nouvelle édition publiée aux frais de l’État Norvégien (2 Bände), Grøndahl & Søn, Christiania 1881
  - Tome premier contenant les mémoires publiés par Abel
  - Tome second contenant les mémoires posthumes d’Abel
- Hermann Maser (Hrsg.): Abhandlungen über die algebraische Auflösung der Gleichungen von N. H. Abel und E. Galois, Julius Springer, Berlin 1889
- Albert Wangerin (Hrsg.): Untersuchungen über die Reihe: 1 + (m/1)x + m·(m−1)/(1·2)·x² + m·(m−1)·(m−2)/(1·2·3)·x³ + … (Crelles Journal 1, 1826, S. 311–339), Wilhelm Engelmann, Leipzig 1895
- Alfred Loewy (Hrsg.): Abhandlung über eine besondere Klasse algebraisch auflösbarer Gleichungen (Crelles Journal 4, 1829, S. 131–156), Wilhelm Engelmann, Leipzig 1900